# RNU2-2
RNU2-2‏ (None) هوَ بروتين يُشَفر بواسطة جين RNU2-2 في الإنسان.